# Big Swede
Big Swede är en monstertruck som byggdes av Arne Linding 1989. Det anses vara den första "riktiga" monstertrucken i Sverige. Linding fick idén efter att i en amerikansk tidning läst att det bara var i USA man kunde bygga monstertruckar. Linding byggde med hjälp av några vänner sin egen monstertruck som fick namnet Big Swede.
Bilen är byggd på ett egenkonstruerat chassi försedd med 66 tums däck. Motorn är en Ford V8 på 260 hästkrafter och med en slagvolym på 460 kubiktum. Karossen är en förlängd Volvo Duett som är motivlackad i Svenska flaggans färger.
Karossen som är flippbar styrs av hydraulik. Big Swede har styrning på samtliga hjul. Bak och framaxlarna styrs separat. Detta möjliggör en så kallad "krabbgång" Det innebär att man svänger bak och framaxlarna åt samma håll, då åker bilen rakt fram i en sned position. Big Swede är även ett amfibiefordon och Linding har korsat Öresund med bilen.
Linding har även byggt en banddriven monstertruck, Little Big Swede. Den färdigställdes 1991. Underredet kommer från en gammal bandtraktor och karossen är en kortad Ford Prefect, även den lackad i samma blå-gula färg. Little Big Swede drivs av en Ford V8 på 351 kubiktum. Karossen är flippbar precis som på Bigswede.